# Bapaume
Bapaume is een gemeente in het Franse departement Pas-de-Calais (regio Hauts-de-France). Bapaume telde op 1 januari 2022 3.718 inwoners, die Bapalmois worden genoemd. De plaats maakt deel uit van het arrondissement Arras. De in onbruik geraakte Nederlandse naam voor de plaats Bapaume is Batpalmen (behalve dan in de naam van de inwoners; daar wordt ook in het Frans nog de oude naam gebruikt).
Bapaume was een van de oorlogsdoelen in de Slag aan de Somme.

## Geografie
De oppervlakte van Bapaume bedroeg op 1 januari 2022 5,76 vierkante kilometer; de bevolkingsdichtheid was toen 645,5 inwoners per km².

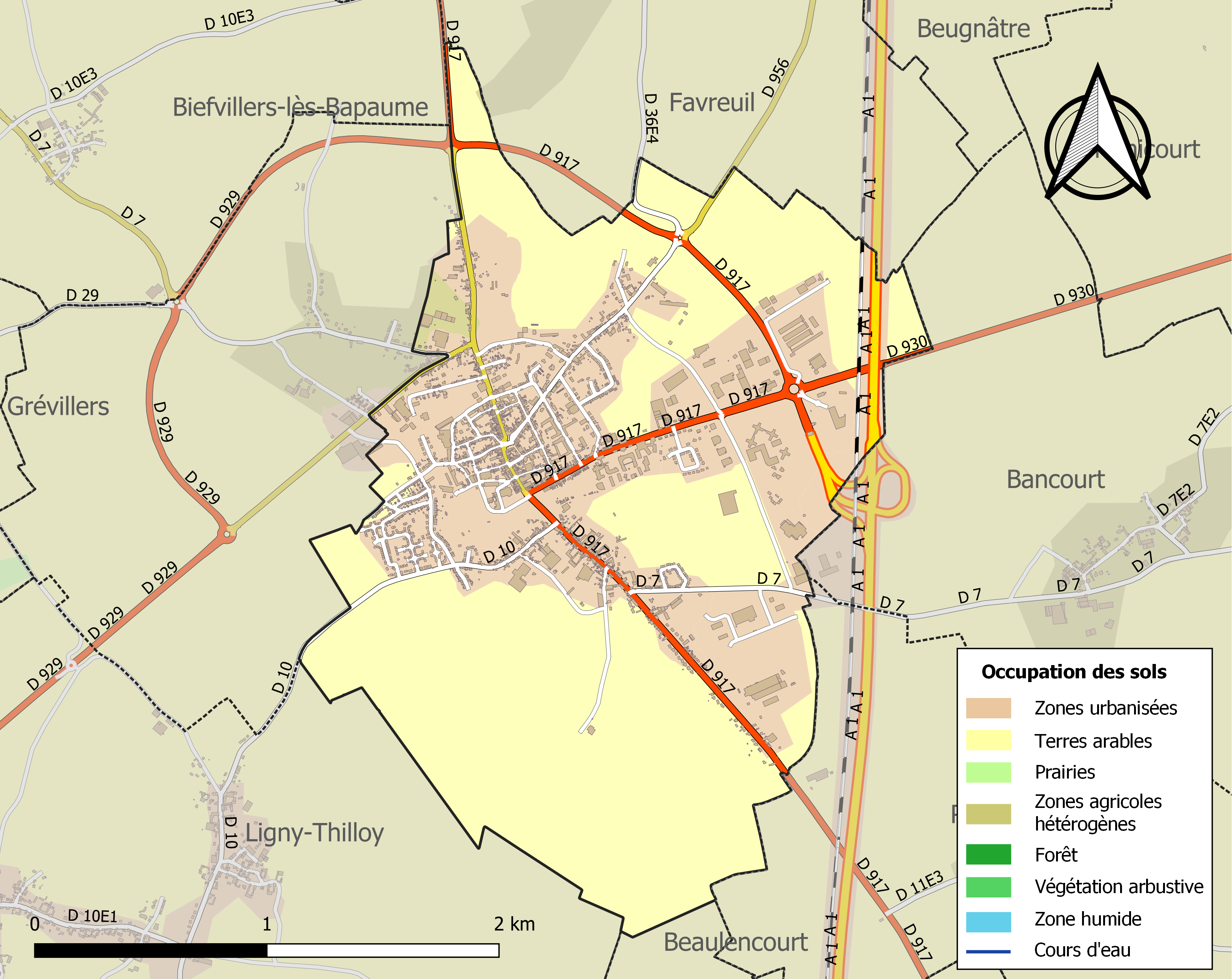
Kaart van de gemeente met belangrijkste infrastructuur, bodemgebruik en omliggende gemeenten

## Demografie
Onderstaande figuur toont het verloop van het inwonertal (bron: INSEE-tellingen).